# Composizioni di Johann Nepomuk Hummel

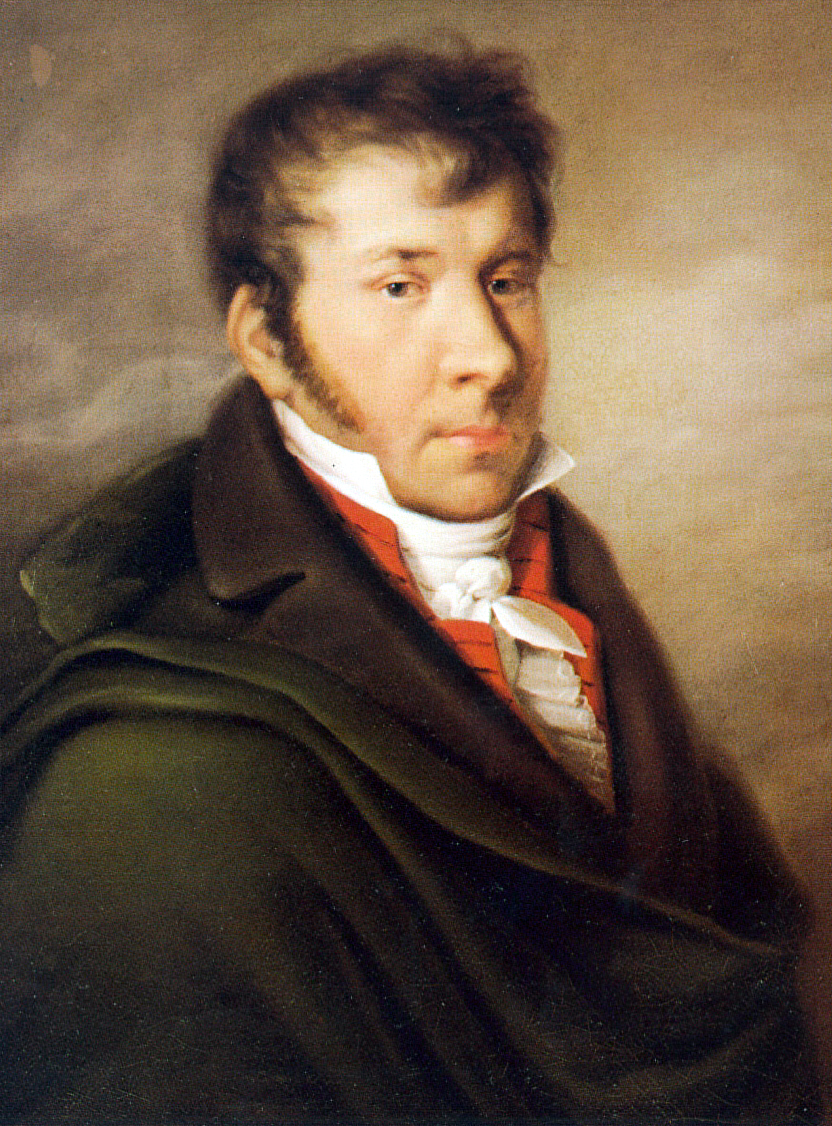
Hummel nel 1814 ca.

Lista delle composizioni di Johann Nepomuk Hummel (1778-1837), ordinate per numero di catalogo secondo il Catalogo Sachs.

## Catalogo Sachs
Il catalogo delle opere di Hummel fu compilato da Joel Sachs. Le opere contrassegnate con la sigla WoO (Werke ohne Opus, ovvero composizioni senza numero d'opus) sono incluse nel catalogo tematico di Dieter Zimmerschmied.
- S 1 - Variazioni per pianoforte in la maggiore
- S 2 - Variazioni per pianoforte su "Malbrouck" in do maggiore
- S 3 - Quartetto per pianoforte in re maggiore
- S 4, WoO 24 - Concerto per pianoforte in la maggiore
- S 5 - Concerto per pianoforte in la maggiore
- S 6 - Schmauchlied
- S 7 - Die Sehnsucht
- S 8 - Per pietà bel idol mio
- S 9 - Placa gli sdegni tuoi
- S 10 - Canti italiani
- S 11 - Mentre dormi amor
- S 12 - Se lontan
- S 13 - Je gut gesinnter Freunde
- S 14 - Chantons l'ami
- S 15 - Peuple naguere
- S 16 - Variazioni per pianoforte su "Peuplu acqueres" in sib maggiore
- S 17 - Beneath the laurel's friendly shade
- S 18 - Variazioni per pianoforte in re maggiore
- S 19 - Variazioni per pianoforte da Aline in do maggiore
- S 20 - Variazioni per pianoforte in do minore
- S 21 - Per te d'eterni allori
- S 22 - Figlio, le femmine son falsissime
- S 23 - Sonata per pianoforte n. 3 in fa minore (versione originale)
- S 24 - Die eingebildeten Philosophen
- S 25, WoO 30 - Il viaggiator ridicolo (incompiuta)
- S 26 - Marcia per The citizen artilleryman party which should admire Vienna
- S 27 - Fantasia per pianoforte in lab maggiore
- S 28 - Concerto per mandolino in sol maggiore
- S 29 - Dankgefühl einer Geretteten
- S 30, WoO 3 - Trio per archi in mib maggiore
- S 31 - Marpha
- S 32 - Irene
- S 33, WoO 11 - Der Durchzug durchs rote Meer
- S 34 - Tu me dis refrain
- S 35 - Toute la vie
- S 36 - Couplets d'accadie
- S 37 - L'amore
- S 38 - 2 lieder
- S 39 - Pezzo per pianoforte in sol maggiore (incompiuto)
- S 40 - 3 pezzi per Orfica
- S 41 - Demagorgon (incompiuta)
- S 42 - Don Anchise Campione
- S 43 - Ich ward zu Wien
- S 44 - Der Whistspieler
- S 45 - Caro adorabile
- S 46, WoO 4 - Trio per archi in sol maggiore
- S 47, WoO 2 - Variazioni per orchestra su "O du lieber Augustin" in do maggiore
- S 48 - Partita in mib maggiore
- S 49, WoO 1 - Concerto per tromba in mi maggiore
- S 50, WoO 14 - Dominus Deo
- S 51, WoO 17 - Kyrie per una litania in la minore
- S 52, WoO 22 - Pro te respirar in mi maggiore
- S 53 - Sub tuum praesidium in sib maggiore
- S 54 - Salve Regina in sol maggiore
- S 55 - Plus non timet
- S 56, WoO 26 - Le vicende d'Amore
- S 57 - Amis connaissez-vous
- S 58 - Wieder seh'ich
- S 59 - Des bergers de nos hameaux
- S 60 - Le bonheur de vivre au village
- S 61, WoO 29 - Die Messenier
- S 62, WoO 33 - Pigmalione
- S 63, WoO 23 - Concerto per fagotto in fa maggiore
- S 64 - Ja der Himmel (incompiuta)
- S 65 - Die beyden Genies (perduta)
- S 66, WoO 21 - Alma virgo Mater Dei in fa maggiore
- S 67, WoO 13 - Messa in re minore
- S 68, WoO 19 - O virgo itemerata in la maggiore
- S 69 - Das Fest des Dankes und Freude (perduta)
- S 70, WoO 16 - Te Deum in re maggiore
- S 71, WoO 27 - Die vereitelten Ranke
- S 72 - In aeternum jubilantes in fa maggiore
- S 73, WoO 25 - Diana ed Endimione
- S 74, WoO 12 - Messa in do maggiore
- S 76 - Cantata per l'Onomastico del Sig. Zinzendorf
- S 77, WoO 36 - Lob der Freundschaft
- S 78, WoO 5 - Quartetto per clarinetto in mib maggiore
- S 79, WoO 18 - Salve Regina in sib maggiore
- S 80 - Contraddanza in sib maggiore
- S 81 - 5 scozzesi
- S 82 - 7 ländler
- S 83 - 3 marce militari
- S 84 - 3 pezzi per balletto o pantomima
- S 85 - Stadt und Land (incompiuta)
- S 86 - O ihr Geliebten
- S 87 - Cantata per il matrimonio di Napoleone e Louise
- S 88, WoO 32 - Das Zauberschloss
- S 89 - Ich gratulir' zum Namenfest
- S 90, WoO 28 - Das Haus ist zu verkaufen
- S 91, WoO 38 - Euterpens Abschied
- S 92, WoO 34 - Der Zauberkampf
- S 94 - Scena in memoria di Haydn
- S 95 - Fünf sind Zwey
- S 96, WoO 20 - Offertorio in fa maggiore
- S 97 - Der Junker in der Mühle
- S 99, WoO 35 - Der Löwe von Kurdistan
- S 100 - Angelica
- S 101 - Die Eselshaut oder Die blaue Insel
- S 102 - Frohlocket Freunden
- S 103 - Ouverture a Die gute Nachricht in re maggiore
- S 104 - 12 valzer per orchestra in mib maggiore
- S 105 - Die Anhfrau
- S 106a - Trascrizione di un'ouverture di Himmel per trio con pianoforte
- S 106b - Trascrizione di un'ouverture di Himmel per pianoforte a quattro mani
- S 107 - Trascrizione dell'ouverture di Beethoven alle Creature di Promoteo in do maggiore
- S 108-130 - Trascrizione di ouverture di vari compositori
- S 131 - Trascrizione della Settima sinfonia di Beethoven in la maggiore
- S 132 - Trascrizione della Seconda sinfonia di Beethoven in re maggiore
- S 133 - Trascrizione della Terza sinfonia di Beethoven in mib maggiore
- S 134 - Trascrizione della Quarta sinfonia di Beethoven in sib maggiore
- S 135 - Trascrizione della Quinta sinfonia di Beethoven in do minore
- S 136 - Trascrizione della Sesta sinfonia di Beethoven in fa maggiore
- S 137 - Trascrizione della Prima sinfonia di Beethoven in do maggiore
- S 138 - Trascrizione del Concerto per pianoforte K 466 in re minore di Mozart
- S 139 - Trascrizione del Concerto per pianoforte K 503 in do maggiore di Mozart
- S 140 - Trascrizione del Concerto per due pianoforti K 365 in mib maggiore di Mozart
- S 141 - Trascrizione del Concerto per pianoforte K 491 in do minore di Mozart
- S 142 - Trascrizione del Concerto per pianoforte K 537 in re maggiore di Mozart
- S 143 - Trascrizione del Concerto per pianoforte K 482 in mib maggiore di Mozart
- S 144 - Trascrizione del Concerto per pianoforte K 456 in sib maggiore di Mozart
- S 145 - Variazioni su God Save the King per pianoforte
- S 146 - Rondino per arpa e pianoforte in mib maggiore
- S 147 - Pezzo per flauto in sol maggiore
- S 148 - Ouverture "Freudenfest" in re maggiore
- S 149 - Romanza per pianoforte in mib maggiore
- S 150 - Trascrizione del Settimino op. 20 di Beethoven in mib maggiore
- S 150a - Accompagnamento pianistico per 2 canti di P. Hédouin
- S 151 - Trascrizione della Sinfonia K 504 in re maggiore di Mozart
- S 152 - Trascrizione della Sinfonia K 550 in sol minore di Mozart
- S 153 - Trascrizione della Sinfonia K 543 in mib maggiore di Mozart
- S 154 - Trascrizione della Sinfonia K 425 in do maggiore
- S 155 - Trascrizione della Sinfonia K 385 in re maggiore
- S 156 - Trascrizione della Sinfonia K 551 in do maggiore
- S 157 - Ausfürhlich theoretisch-practische Anweisung zum Pianoforte Spiel
- S 158 - Cantata di compleanno per Goethe (1822)
- S 159 - Cantata di compleanno per il Principe di Sassonia-Weimar (1823)
- S 160 - Cantata di compleanno per il Principe di Sassonia-Weimar (versione riveduta)
- S 161 - Variazione su un valzer di Diabelli per pianoforte
- S 162 - Marche à la romaine per pianoforte in mib maggiore
- S 163 - Attila (perduta)
- S 164 - Variazioni per pianoforte in mi maggiore
- S 165 - Rondoletto per pianoforte in do maggiore
- S 166 - Einmal nur in unserm Leben
- S 167 - Cantata di compleanno per Goethe (1825)
- S 167a - Foglio d'album per pianoforte
- S 168, WoO 7 - Improvviso in Canone per pianoforte in sol maggiore
- S 169 - 5 arrangiamenti di canti scozzesi per Thompson
- S 170, WoO 37 - Morgen opfer
- S 171 - Strahlen die aus Osten stammen
- S 172 - Cantata di compleanno per il Principe di Sassonia-Weimar (1827)
- S 173 - Canto per il compleanno di Goethe (1827)
- S 174 - Trascrizione della Sinfonia n. 1 di Romberg in mib maggiore
- S 175, WoO 39 - Have!
- S 176 - Volkslied aller Deutschen
- S 177 - Canto per il compleanno di Goethe in sib maggiore
- S 178 - Trauermusik
- S 179 - Cantata per il matrimonio della Principessa Augusta di Sassonia-Weimar
- S 180 - Canto per il compleanno di Goethe (1829)
- S 181, WoO 9 - Adagio per pianoforte in reb maggiore
- S 182 - 12 arrangiamenti di canti scozzesi per Thompson
- S 183 - Trascrizione della Sinfonia n. 100 di Haydn in sol maggiore
- S 185 - Trascrizione della Sinfonia n. 44 di Haydn in mi minore
- S 186 - Canone: Think on your friend
- S 187, WoO 10 - Variazione per pianoforte su "Rule Britannia"
- S 188 - Pezzo per pianoforte in lab maggiore
- S 189 - Canone a 3
- S 190, WoO 8 - Fantasia per pianoforte in do maggiore "Souvenir de Paganini"
- S 191 - Studio per pianoforte in sib maggiore
- S 192 - Doubt not love (perduta)
- S 193 - Klarster Stimmen
- S 194 - Improvviso per pianoforte in fa maggiore
- S 195 - Canto per il compleanno di Goethe (1831)
- S 196 - Beständiges
- S 197 - 3 arrangiamenti di canti scozzesi per Thompson
- S 198 - Epilogo per l'Armida di Gluck
- S 199 - The orphan's ode to the patrious
- S 200 - Finale per il terzo atto dello Zampa di Errol (perduto)
- S 201 - Pezzo per Der Löwe von Kurdistan
- S 202 - Canone: Muntre Gärten
- S 203 - Landestren
- S 204 - Finale per Gustave III
- S 205 - Improvviso per 2 pianoforti in do maggiore
- S 206, WoO 31 - Das Zauberglöckchen

## Opere non incluse in nessun catalogo
- Partita in sib maggiore
- Sonata per pianoforte n. 7 in sol maggiore
- Sonata per pianoforte n. 8 in lab maggiore
- Sonata per pianoforte n. 9 in do maggiore
- Rondò per violino e orchestra in la maggiore
- Serenata in mib maggiore
- Concerto per violino (incompiuto) (1806 ca.) [2]
- Concerto per violino in sol maggiore
- Sestetto per fiati in fa maggiore